# マーガレット・フロイ・ウォッシュバーン
マーガレット・フロイ・ウォッシュバーン（英語: Margaret Floy Washburn、1871年7月25日 - 1939年10月29日）は、アメリカ合衆国の心理学者。第30代アメリカ心理学会長。 
女性で初めて心理学の博士号を取得したことで知られている。このほか、女性で初めて実験心理学者協会に選出された。